# Prasophyllum exile
Prasophyllum exile är en orkidéart som beskrevs av David Lloyd Jones och Robert J. Bates. Prasophyllum exile ingår i släktet Prasophyllum och familjen orkidéer.
Artens utbredningsområde är Queensland. Inga underarter finns listade i Catalogue of Life.